# Karlo Konstantin
Karlo Konstantin (umro 962.) bio je grof Viennea. Karlov je otac bio Ludovik III. Slijepi, kralj Provanse i sveti rimski car.
Supruga grofa Karla bila je Tiberga od Troyesa te je par dobio Rikarda, Huberta i Konstanciju.
Prema teorijama, Karlova majka bila je Ana Carigradska.